# Городец
Городец (на руски: Городе́ц) е град в Русия, административен център на Городецки район, Нижегородска област, Приволжки федерален окръг. Разположен е на левия бряг на река Волга, на 53 километра северно от Нижни Новгород. Населението на града към 1 януари 2018 е 30 188 души.

## История
Городец възниква през втората половина на 12 век и Всеволод III Голямото гнездо го превръща в основна база за руските набези срещу Волжка България. През 1216 синът му Юрий II е детрониран от своя брат и е изпратен за две години в Городец. През 1239 градът е изгорен до основи от армията на Бату хан. Фолклорната традиция сързва Городец с Китеж, легендарен град, разрушен от монголите.
През 1263 Александър Невски умира в Городец при завръщането си в Русия от Сарай, столицата на Златната орда. Неговият син Андрей Городецки управлява града и е един от най-влиятелните руски князе в края на 13 век. В средата на 14 век значението на Городец намалява с разрастването на близкия Нижни Новгород. През 1408 той е разрушен до основи от Едигу, хан на Златната орда и през следващите два века е известен като Городец Пусти. Градът е възстановен през 17 век, когато са построени няколко църкви, разрушени в началото на 20 век от болшевиките.